# Laurent Morin
Laurent Morin (* 14. Februar 1908 in Montreal, Kanada; † 31. Dezember 1996) war ein kanadischer Geistlicher und römisch-katholischer Bischof von Prince-Albert.

## Leben
Laurent Morin empfing am 27. Mai 1934 das Sakrament der Priesterweihe.
Am 8. September 1955 ernannte ihn Papst Pius XII. zum Titularbischof von Arsamosata und zum Weihbischof in Montréal. Der Erzbischof von Montréal, Paul-Émile Kardinal Léger PSS, spendete ihm am 30. Oktober desselben Jahres die Bischofsweihe; Mitkonsekratoren waren die Weihbischöfe in Montréal, Joseph-Conrad Chaumont und Lawrence Patrick Whelan.
Papst Johannes XXIII. ernannte ihn am 28. Februar 1959 zum Bischof von Prince-Albert. Morin nahm an allen vier Sitzungsperioden des Zweiten Vatikanischen Konzils teil. Am 9. April 1983 nahm Papst Johannes Paul II. das von Laurent Morin aus Altersgründen vorgebrachte Rücktrittsgesuch an.